# 陈遗
陈遗，吴郡（今江苏省苏州市）人，东晋至南北朝刘宋时人物。
陈遗年轻时为郡吏，其母喜欢吃锅底饭。陈遗在服役时，经常带一个口袋，每次煮了饭就留下锅巴带回给母亲。孙恩之乱，他搜集了数升锅巴，常带在身边。败亡逃窜，多有人饿死，陈遗以这些锅巴得活。母亲昼夜泣涕，眼睛失明，耳朵也听不见了。陈遗回到家里，号哭呜咽再拜，母亲据说豁然复明。